# Nombre pentachorique centré
Un nombre pentachorique centré ou nombre 4-hypertétraédrique centré est un nombre figuré comptant des points disposés dans un pentachore par couches successives autour du centre.
La formule générale est {\displaystyle PC_{n}={\frac {5n^{4}-10n^{3}+55n^{2}-50n+24}{24}}={\binom {n+4}{5}}-{\binom {n-1}{5}}}.
Les premiers de ces nombres sont : 1, 6, 21, 56, 126, 251, 456, 771, 1231, 1876, 2751, 3906, 5396, 7281, ... (suite A008498 de l'OEIS).

## Obtention de la formule
En utilisant la formule {\displaystyle PC_{n}-PC_{n-1}=(S-1)+A(n-2)+F(P_{k,n}-k(n-1))+CQ_{n}} donnée dans l’article sur les nombres 4-polytopiques centrés, on a ici : {\displaystyle S=5,A=10,F=10,C=5} ; {\displaystyle k=3} et {\displaystyle P_{3,n}=n(n+1)/2} ; enfin {\displaystyle Q_{n}=n(n+1)(n+2)/6-4-6(n-2)-4(n(n+1)/2-3(n-1))}.
On obtient {\displaystyle PC_{n}-PC_{n-1}=5(n-1)((n-1)^{2}+5)}, ce qui donne bien {\displaystyle PC_{n}={\frac {5n^{4}-10n^{3}+55n^{2}-50n+24}{24}}}.